# Eric Hicks
Eric Hicks , né le 27 novembre 1983, est un joueur de basket-ball américain.

## Clubs
- 2001-2006 : Bearcats de Cincinnati  États-Unis.
- 2006-2007 : BC Oostende  Belgique.
- 2007-2008 : Polpak Swiecie  Pologne.
- 2008-2009 : Krasnye Krylya Samara  Russie.
- 2009-2010 : BC Oostende  Belgique.
- 2010-2011 : Anwil Wloclawek  Pologne.
- 2011-2012 : Leche Río Breogán  Espagne.
- 2012-2013 :
  - Octobre 2012 : Fuerza Regia de Monterrey  Mexique.
  - Novembre 2012 : Jeunes de Saint-Augustin Bordeaux Basket  France.
  - Mars 2013 : Karhu Kauhajoki basketball  Finlande.
- 2013-2014 : Club africain  Tunisie.

## Palmarès

### Clubs
- Champion de Tunisie : 2014
- Coupe de Tunisie : 2014